# Département des Transports des États-Unis
Pour les articles homonymes, voir Département des Transports.
Le département du Transport des États-Unis (United States Department of Transportation ou USDOT) est le département de l'exécutif fédéral américain chargé des transports. 
Ce ministère des Transports est dirigé par le secrétaire aux Transports qui est membre du cabinet présidentiel.

## Histoire
Il a été créé par un acte du Congrès des États-Unis le 15 octobre 1966 et a commencé son activité le 1er avril 1967.  Sa mission est de « Servir les États-Unis en assurant un système de transport rapide, sûr, efficace, accessible et pratique qui réponde à nos intérêts nationaux vitaux et améliore la qualité de vie du peuple américain, aujourd'hui et dans l'avenir. » (« Serve the United States by ensuring a fast, safe, efficient, accessible and convenient transportation system that meets our vital national interests and enhances the quality of life of the American people, today and into the future. »)
Avant sa création, il dépendait du département du Commerce et était dirigé par un sous-secrétaire du Commerce pour le transport. En 1965, Najeeb Halaby, administrateur de la Federal Aviation Agency, suggéra au président Lyndon B. Johnson que le transport soit élevé au rang de département du Cabinet présidentiel et que la FAA lui soit rattachée.

## Divisions
- Federal Aviation Administration (FAA)
- Federal Highway Administration (FHWA)
- Federal Railroad Administration (FRA)
- Federal Transit Administration (FTA)
- Maritime Administration (MARAD)
- Federal Motor Carrier Safety Administration (FMCSA).
- National Highway Traffic Safety Administration (NHTSA)
- Office of Inspector General (OIG)
- Office of the Secretary of Transportation (OST)
- Research and Innovative Technology Administration (RITA)
- Pipeline and Hazardous Materials Safety Administration (PHMSA)
- Saint Lawrence Seaway Development Corporation (SLSDC)
- Surface Transportation Board (STB)

## Anciennes divisions
- Transportation Security Administration, rattachée en 2003 au département de la Sécurité intérieure des États-Unis ;
- United States Coast Guard, rattachée en 2003 au département de la Sécurité intérieure.

## Ministère équivalent
- Département des Transports (Royaume-Uni)
- Ministère des Transports (Québec)